# Amtsgericht Zdunska Wola
Das Amtsgericht Zdunska Wola war ein deutsches Gericht der ordentlichen Gerichtsbarkeit im Bezirk des Landgerichtes Kalisch mit Sitz in Zdunska Wola.

## Geschichte
Das Amtsgericht Zdunska Wola wurde als eines von vier Amtsgerichten des Landgerichtes Kalisch mit Sitz in Kalisch gebildet, das während der deutschen Besetzung Polens 1939 mit Erlass vom 26. November 1940 als Landgericht im Bezirk des Oberlandesgerichtes Posen errichtet worden war. Das Amtsgerichtsgebäude war 1941 so marode, dass eine umfassende Sanierung von Fassade, Dach und Leitungen notwendig war. Die Kosten hierfür wurden vom Bauamt mit 25.000 RM beziffert. Im Jahre 1942 wurde Amtsgerichtsrat Müller zum Obergerichtsrat am Amtsgericht Zdunska Wola ernannt.
Nach Kriegsende 1945 wurde der Landgerichtsbezirk wieder unter polnische Verwaltung gestellt. Anstelle des Amtsgerichtes Zdunska Wola wurde das Sąd Rejonowy w Zduńskiej Woli bzw. 1950–1975: Sąd Powiatowy w Zduńskiej Woli errichtet.